# McKenna De Bever
McKenna De Bever (Los Ángeles, California, Estados Unidos, 5 de junio de 1996) es un nadadora peruana-estadounidense.

## Trayectoria
Compitió en el evento femenino de 200 metros estilo libre en el Campeonato Mundial de Natación de 2017. Representó a Perú en el Campeonato Mundial de Natación de 2019 celebrado en Gwangju, Corea del Sur. Compitió en los 200 metros combinados individuales femeninos, donde no avanzó para competir en las semifinales. A nivel universitario compitió para Texas A&M Aggies.